# Michael Router
Michael Router (Rahardrum, Virgínia, Irlanda, 15 de abril de 1965) é um ministro irlandês e nomeado bispo auxiliar católico romano de Armagh.
Michael Router formou-se no St. Patrick's College, em Maynooth, e foi ordenado sacerdote em 25 de junho de 1989 para a Diocese de Kilmore. Mais tarde, ele obteve um Diploma em Educação da Universidade Nacional da Irlanda, Maynooth.
Após a ordenação, trabalhou na pastoral paroquial, como professor e pároco escolar. De 2003 a 2010 dirigiu a educação religiosa de adultos na Diocese de Kilmore e de 2010 a 2013 o centro pastoral diocesano. Depois de um ano como pároco na Catedral de Cavan, foi nomeado pároco em Killann (Bailieborough) e reitor de Bailieborough em 2014.
O Papa Francisco o nomeou Bispo Titular de Lugmad e Bispo Auxiliar de Armagh em 7 de maio de 2019.